# Gnidia occidentalis
Gnidia occidentalis är en tibastväxtart som först beskrevs av Jacques Désiré Leandri, och fick sitt nu gällande namn av Z.S.Rogers. Gnidia occidentalis ingår i släktet Gnidia och familjen tibastväxter. Inga underarter finns listade i Catalogue of Life.